# Martin Rhonheimer
Martin Rhonheimer (ur. 1950 w Zurychu) – szwajcarski filozof i duchowny katolickiej Prałatury Personalnej Opus Dei. Wykładowca Papieskiego Uniwersytetu św. Krzyża w Rzymie.

## Życiorys
Pochodzi z rodziny żydowskiej, która dokonała konwersji na katolicyzm w okresie gdy był jeszcze dzieckiem. Studiował filozofię, nauki polityczne i teologię w Zurichu i w Rzymie. W 1974 związał się z Opus Dei jako numerariusz, a w 1983 otrzymał święcenia kapłańskie. Głównym obszarem jego zainteresowania jest etyka oraz historia liberalizmu. Publikuje prace poświęcone zagadnieniom filozofii moralnej, etyki seksualnej i bioetyce.

## Publikacje
Książki:
- Familie und Selbstverwirklichung. Alternativen zur Emanzipation, Köln, Verl. Wissenschaft und Politik, 1979, ISBN 3-8046-8558-7
- Natur als Grundlage der Moral. Die personale Struktur des Naturgesetzes bei Thomas von Aquin. Eine Auseinandersetzung mit autonomer und teleologischer Ethik, Innsbruck - Wien, Tyrolia-Verl., 1987, ISBN 3-7022-1602-2
- La prospettiva della morale. Fondamenti dell'etica filosofica, Roma, Armando, 1994
- Praktische Vernunft und Vernünftigkeit der Praxis, Berlin, Akad.-Verl., 1994, ISBN 3-05-002536-0
- La filosofia politica di Thomas Hobbes. Coerenza e contraddizioni di un paradigma, Roma, Armando, 1997
- Etica della procreazione. Contraccezione - Fecondazione artificiale - Aborto, Milano, Ed. PUL-Mursia, 2000
- Natural Law and Practical Reason. A Thomist View of Moral Autonomy, Fordham University Press, 2000, ISBN 0-8232-1979-8
- Die Perspektive der Moral. Philosophische Grundlagen der Tugendethik, Berlin, Akademie Verl., 2001, ISBN 3-05-003629-X (erw. und aktualisierte Ausg. des dt. Orig. von La prospettiva della morale, 1994)
- Abtreibung und Lebensschutz. Tötungsverbot und Recht auf Leben in der politischen und medizinischen Ethik, Paderborn, Schöningh, 2003, ISBN 3-506-70114-2
- Die Verwandlung der Welt. Zur Aktualität des Opus Dei, Köln, Adamas Verl., 2006, ISBN 3-937626-04-2
- The Perspective of the Acting Person. Essays in the Renewal of Thomistic Moral Philosophy, CUA Press, 2008, ISBN 978-0-8132-1511-2
- Wy jesteście światłem świata, Wydawnictwo Księży Marianów - Promic, Częstochowa 2011, ISBN 978-83-7502-269-8

Wybrane artykuły (de):
- Warum schwieg die Kirche zu dem Vernichtungskampf?, "Die Tagespost", 22. März 2003. pusc.it. [zarchiwizowane z tego adresu (2007-09-28)]. (tłum. pol. "Znak", kwiecień 2004)
- Nur Personen entwickeln die Eigenschaften von Personen, "Die Tagespost", 18.04.2003. pusc.it. [zarchiwizowane z tego adresu (2007-09-28)].
- Das Gewissen reinigen. Sich erinnern, wie es wirklich war. "Die Tagespost", 28.06. 2003. pusc.it. [zarchiwizowane z tego adresu (2011-07-21)].
- Eine heilsame Provokation, bewusst verkannt, zu Unrecht verrissen, "Die Tagespost", 28.08. 2004. die-tagespost.de. [zarchiwizowane z tego adresu (2007-12-31)].
- Neodarwinistische Evolutionstheorie, Intelligent Design und die Frage nach dem Schöpfer. Aus einem Schreiben an Kardinal Christoph Schönborn, "Imago Hominis" 14 (2007), S. 47-81.

Wybrane artykuły (en):
- The Truth About Condoms, "The Tablet", 10 July 2004. thetablet.co.uk. [zarchiwizowane z tego adresu (2008-06-07)]. (free registration required)
- The Holocaust: What Was Not Said, "First Things", no. 137, Nov. 2003
- Mel Gibson's "The Passion of the Christ". A Plea for Fairness, "Logos", 8:I (Winter 2005). pusc.it. [zarchiwizowane z tego adresu (2007-09-28)]. (PDF)